# Список маяков США
Ниже представлен список маяков США. Всего в стране их насчитывается более тысячи (не считая створных огней и плавучих маяков), но в целях разумности охвата ниже приведены только маяки высотой более 30 метров — таких в США насчитывается пятьдесят один. Рекордсменом среди штатов по количеству маяков является Мичиган — 124 маяка. Из десяти самых высоких маяков страны три расположены в Северной Каролине.
Большинство маяков страны построены и управляются Береговой охраной (с 1939 года) и её предшественниками: Службой маяков (1910—1939) и Советом маяков (1852—1910). До 1852 года за маяки отвечали местные власти, отчитывающиеся в этом вопросе лично перед госслужащим Стивеном Плизонтоном.
В настоящее время роль маяков в морской навигации существенно снизилась, а вот туристический интерес к ним возрос, поэтому во многих случаях Береговая охрана передаёт маяки во владение и ответственность Службе национальных парков в соответствии с «Национальным актом о сохранении исторических маяков» от 2000 года. Большинство из крупных маяков также являются музеями. После 1963 года высоких маяков в США не строилось.
В представленном списке фигурируют только «традиционные маяки», поэтому в нём отсутствуют такие сооружения как Статуя Свободы (93 м) и Мемориал Победы Перри и мира во всём мире (107 м). Они выполняют световую навигационную роль для морских судов, однако это их вторичная функция, и они не являются маяками как таковыми.

## Список
Сортировка — по убыванию высоты.
| Название                   | Местонахождение | Фото | Высота башни, м | Высота огня над уровнем воды, м | Год начала работы | Комментарии, ссылки |
| -------------------------- | --- | ---- | --------------- | ------------------------------- | ----------------- | --- |
| Маяк мыса Хаттерас         | Северная Каролина, Дэйр, Бакстон (Внешние отмели, о. Хаттерас, нац. побережье Кейп-Хаттерас)                                 |      | 60,1—63,4       | 57                              | 1870              | 19-й по высоте маяк в мире. См. также Список маяков Северной Каролины. |
| Маяк мыса Чарлз            | Виргиния, Нортгемптон (Чесапикский залив, мыс Чарлз, Виргинские Барьерные острова, о. Смит)                                  |      | 58,2            | 55                              | 1895              | Третий маяк на этом месте с 1828 г. Берег в этом месте поглощается океаном со скоростью ок. 10 м в год, поэтому очередные маяки возводятся всё дальше от побережья. Отключён в 2013 г. См. также Список маяков Виргинии.                                                                          |
| Маяк залива Понс-де-Леон   | Флорида, Волуси (Центральная Флорида, зал. Понс-де-Леон)                                                                     |      | 53,3            | 48                              | 1887              | Второй маяк на этом месте с 1835 г. До 1927 г. назывался «Маяк залива Москито». Не работал с 1970 по 1982 г. См. также Список маяков Флориды. |
| Эбсекон                    | Нью-Джерси, Атлантик, Атлантик-Сити (зал. Эбсекон)                                                                           |      | 52,1            | 51                              | 1857              | Отключён с 1933 г., и хотя свет в нём горит до сих пор каждую ночь, более он не является активным навигационным помощником. См. также Список маяков Нью-Джерси. |
| Барнегат                   | Нью-Джерси, Оушен, Барнегат-Лайт (парк штата Барнегат-Лайтхаус, зал. Барнегат, о. Лонг-Бич)                                  |      | 51,5            | 50                              | 1857              | Второй маяк на этом месте с 1835 г. С 1927 г. исполняет вторичную функцию, в связи с активацией плавучего маяка рядом. Не работал с 1944 по 2009 г. |
| Маяк острова Файр          | Нью-Йорк, Саффолк (зал. Грейт-Саут, о. Файр, нац. побережье Файр-Айленд)                                                     |      | 51,2            | 55                              | 1858              | Второй маяк на этом месте с 1826 г. См. также Список маяков штата Нью-Йорк. |
| Маяк Сент-Огастина         | Флорида, Сент-Джонс, Сент-Огастин (о. Анастасия)                                                                             |      | 50,3            | 49                              | 1874              | Второй маяк на этом месте с 1737 г. |
| Маяк мыса Лукаут           | Северная Каролина, Картерет (Внешние отмели, мыс Лукаут)                                                                     |      | 49,7            | 52                              | 1859              | Второй маяк на этом месте с 1812 г. Один из крайне немногих маяков, работающий днём. Единственный маяк США, имеющий клетчатую разметку, указывающую стороны света. |
| Маяк острова Навасса       | неинкорпорированная неорганизованная территория (Карибское море, Наветренный пролив, Большие Антильские острова, о. Навасса) |      | 49,4            | 120                             | 1917              | Принадлежность острова вообще и данного маяка в частности оспаривает Гаити. Маяк не работает с 1996 г. |
| Маяк Кёрритак-Бич          | Северная Каролина, Кёрритак, Королла (Внешние отмели)                                                                        |      | 49,4            | 64                              | 1875              | |
| Маяк мыса Генри            | Виргиния, Виргиния-Бич (Чесапикский залив, мыс Генри)                                                                        |      | 48,8            |                                 | 1881              | Старый (1792—1881; 27 м) и новый маяки стоят в 100 м друг от друга. |
| Пенсакола                  | Флорида, Эскамбия, Пенсакола (зал. Пенсакола)                                                                                |      | 48,8—52,1       | 58                              | 1859              | Второй маяк на этом месте с 1824 г. |
| Маяк острова Моррис        | Южная Каролина, Чарлстон, Чарлстон (гавань Чарлстон, о. Моррис)                                                              |      | 48,2            |                                 | 1876              | Второй маяк на этом месте с 1767 г. На момент строительства находился в 370 м от берега, к 1938 г., в связи с эрозией, океан его достиг, ныне маяк полностью находится в воде. Отключён в 1962 г., его функции на себя взял Чарлстонский маяк (см. ниже). См. также Список маяков Южной Каролины. |
| Маяк мыса Мей              | Нью-Джерси, Кейп-Мей, Лоуэр (мыс Мей, парк штата Кейп-Мей-Пойнт)                                                             |      | 47,9            | 50                              | 1859              | Третий маяк на этом месте с 1823 г. |
| Драй-Тортугас              | Флорида, Монро (Мексиканский залив, арх. Драй-Тортугас, о. Логгерхед-Ки)                                                     |      | 47,9            | 46                              | 1858              | «Самый удалённый от материка маяк в мире». Отключён в 2014 г. |
| Маяк острова Боди          | Северная Каролина, Дэйр (Внешние отмели, о. Боди, нац. побережье Кейп-Хаттерас)                                              |      | 47,5            | 50                              | 1872              | Третий маяк на этом месте с 1847 г. |
| Маяк острова Оак           | Северная Каролина, Брансуик, Касуэлл-Бич (о. Оак)                                                                            |      | 47,2—51,5       | 52                              | 1958              | Построен на замену Маяку Болд-Хед (см. ниже). |
| Маяк мыса Канаверал        | Флорида, Бревард (мыс Канаверал, база ВВС США на мысе Канаверал)                                                             |      | 44,2—46         | 42                              | 1868              | Второй маяк на этом месте с 1848 г. Единственный маяк в мире, которым полностью владеют и управляют ВВС США. |
| Маяк мыса Ромейн           | Южная Каролина, Чарлстон (заповедник Кейп-Ромейн)                                                                            |      | 45,7            | 49                              | 1858              | В ста метрах от нового стоит старый маяк, построенный в 1827 г. и имеющий высоту 20 м. |
| Маяк острова Тайби         | Джорджия, Чатем, Тайби-Айленд (о. Тайби)                                                                                     |      | 43,9            | 44                              | 1867              | Четвёртый маяк на этом месте с 1736 г. См. также Список маяков Джорджии. |
| Ассетиг                    | Виргиния, Аккомак (о. Ассетиг, заповедник Чинкотиг)                                                                          |      | 43,3            | 47                              | 1867              | Второй маяк на этом месте с 1833 г. |
| Чарлстонский маяк          | Южная Каролина, Чарлстон, Салливанс-Айленд (гавань Чарлстон, о. Салливанс)                                                   |      | 42,7            | 50                              | 1962              | Построен на замену Маяку острова Моррис (см. выше). Единственный маяк США с лифтом и кондиционером. |
| Маяк залива Хилсборо       | Флорида, Брауард, Хилсборо-Бич (зал. Хилсборо)                                                                               |      | 41,5            | 41                              | 1907              | Один из самых мощных маяков в мире: его свет виден за 28 миль. |
| Маяк острова Хантинг       | Южная Каролина, Бьюфорт (о. Хантинг, парк штата Хантинг-Айленд)                                                              |      | 41,5            | 40                              | 1875              | Не работает с 1933 г. |
| Маяк острова Бун           | Мэн, Йорк (о. Бун) |      | 40,5            | 42                              | 1855              | Второй маяк на этом месте с 1799 г. Самый высокий маяк Новой Англии. См. также Список маяков Мэна. |
| Молокаи                    | Гавайи, Калавао (о. Молокаи)                                                                                                 |      | 40,2            | 65                              | 1909              | См. также Список маяков Гавайев. |
| Маяк острова Сэнд          | Алабама, Мобил (о. Сэнд) |      | 40              | 38                              | 1873              | Третий маяк на этом месте с 1838 г. Остров непрерывно искусственно подсыпается песком, так как океан и ураганы его постепенно уничтожают. Маяк отключён в 1971 г. См. также Список маяков Алабамы.                                                                                                |
| Южный маяк мыса Энн        | Массачусетс, Эссекс, Рокпорт (о. Тэчер)                                                                                      |      | 37,8            | 51                              | 1861              | Второй маяк на этом месте с 1771 г. Первый маяк США, отмечающий навигационную опасность, а не вход в гавань. В ста метрах расположен маяк-близнец, отключённый в 1932 г. См. также Список маяков Массачусетса.                                                                                    |
| Северный маяк мыса Энн     | Массачусетс, Эссекс, Рокпорт (о. Тэчер)                                                                                      |      | 37,8            | 49                              | 1861              | Второй маяк на этом месте с 1771 г. Первый маяк США, отмечающий навигационную опасность, а не вход в гавань. Отключён в 1932 г. В ста метрах расположен работающий до сих пор маяк-близнец. |
| Уайт-Шоал                  | Мичиган, Эммет (оз. Мичиган)                                                                                                 |      | 36,9            | 38                              | 1910              | Самый высокий маяк Великих озёр. См. также Список маяков Мичигана. |
| Мобил-Пойнт                | Алабама, Мобил |      | 37              |                                 | 1963              | Третий маяк на этом месте с 1822 г. |
| Сэнд-Ки                    | Флорида, Монро (Мексиканский залив, о. Сэнд-Ки)                                                                              |      | 36,6            | 32                              | 1853              | Второй маяк на этом месте с 1827 г. Отключён в 2015 г. За историю его существования, остров несколько раз полностью уходил под воду (см. фото). |
| Литтл-Сейбл-Пойнт          | Мичиган, Ошиана, Голден (оз. Мичиган)                                                                                        |      | 32,6—36,6       | 33                              | 1874              | |
| Маяк Пети-Менен            | Мэн, Вашингтон (заповедник Пети-Мэнан, о. Пети-Мэнан)                                                                        |      | 36,3            | 37,5                            | 1855              | Второй маяк на этом месте с 1817 г. |
| Рок-оф-Эйджес              | Мичиган, Кивино, Игл-Харбор (оз. Верхнее)                                                                                    |      | 35,7            | 40                              | 1910              | |
| Пойнт-Арена                | Калифорния, Мендосино (заповедник Пойнт-Арена)                                                                               |      | 35,1            | 47                              | 1908              | Второй маяк на этом месте с 1870 г. Самый высокий маяк Западного побережья (наряду с Пиджеон-Пойнт (см. ниже)). См. также Список маяков Калифорнии. |
| Пиджеон-Пойнт              | Калифорния, Область залива Сан-Франциско, Сан-Матео                                                                          |      | 35,1            | 45                              | 1872              | Самый высокий маяк Западного побережья (наряду с Пойнт-Арена (см. выше)). |
| Гросс-Пойнт                | Иллинойс, Кук, Эванстон (оз. Мичиган)                                                                                        |      | 34,4            | 36                              | 1874              | Не работал с 1941 по 1946 г. После этого возобновил работу, выполняя вторичную вспомогательную функцию. См. также Список маяков Иллинойса и Индианы. |
| Биг-Сейбл-Пойнт            | Мичиган, Мейсон (оз. Мичиган, парк штата Ладингтон)                                                                          |      | 34,1            | 32                              | 1867              | |
| Фоуи-Рокс                  | Флорида, Майами-Дейд (о. Ки-Бискейн, нац. парк Бискейн)                                                                      |      | 34—38,1—39,6    | 34                              | 1878              | До 1978 г. заменял собой Маяк мыса Флорида (см. ниже). |
| Роли-Пойнт                 | Висконсин, Манитовок (оз. Мичиган, лес Пойнт-Бич)                                                                            |      | 33,8            | 34                              | 1894              | Второй маяк на этом месте с 1874 г. См. также Список маяков Висконсина. |
| Маяк Монток-Пойнт          | Нью-Йорк, Саффолк, Ист-Хамптон, Монток (о. Лонг-Айленд, парк штата Монток-Пойнт)                                             |      | 33,7            | 51                              | 1797              | 4-й по возрасту ныне действующий маяк страны. До реконструкции 1860 г. высота маяка составляла 24,4 м. Построенный в 90 м от края обрыва, ныне, в связи с эрозией, он находится на расстоянии 30 м от него.                                                                                       |
| Маяк Болд-Хед              | Северная Каролина, Брансуик, Болд-Хед-Айленд                                                                                 |      | 33,5            | 34                              | 1817              | Как световой маяк отключён в 1935 г., как радиомаяк — в 1958 г. Заменён маяком острова Оак (см. выше). |
| Новый маяк Преск-Айл       | Мичиган, Преск-Айл, Преск-Айл (оз. Гурон)                                                                                    |      | 33,2            | 37                              | 1870              | |
| Маяк мыса Флорида          | Флорида, Майами-Дейд (о. Ки-Бискейн, парк штата Билл-Бэггс-Кейп-Флорида)                                                     |      | 29—33,2         | 30                              | 1847              | Второй маяк на этом месте с 1825 г. Был отключён с 1878 по 1978 г. (заменён маяком Фоуи-Рокс, см. выше) и с 1990 по 1996 г. |
| Маяк Уинд-Пойнт            | Висконсин, Расин, Уинд-Пойнт (оз. Мичиган)                                                                                   |      | 32,9            |                                 | 1880              | |
| Маяк гавани Грейс          | Вашингтон, Грейс-Харбор, Уэстпорт (гавань Грейс, парк штата Уэстпорт-Лайт)                                                   |      | 32,6            | 37                              | 1898              | Маяк был построен в 120 м от берега, но ныне, в связи с выносом грунта, он находится в 910 м от океана. См. также Список маяков штата Вашингтон. |
| Маяк залива Джапитер       | Флорида, Палм-Бич, Джапитер                                                                                                  |      | 32              | 47                              | 1860              | |
| Маяк острова Сент-Саймонс  | Джорджия, Глинн, Сент-Саймонс (о. Сент-Саймонс, зал. Сент-Саймонс)                                                           |      | 32              | 32                              | 1872              | Второй маяк на этом месте с 1810 г. |
| Маркус-Хук створный задний | Делавэр, Нью-Касл |      | 32              | 85                              | 1920              | См. также Список маяков Делавэра. |
| Маяк озера Саммерсвилл     | Западная Виргиния, Николас (оз. Саммерсвилл)                                                                                 |      | 31,7            |                                 | 2012              | Маяк имеет настоящий огонь из списанной, но отремонтированной лампы, а сам сделан из бракованного бадгира. Служит не навигационным, а туристическо-развлекательным целям. |
| Станнард-Рок               | Мичиган, Маркетт (оз. Верхнее, риф Станнард)                                                                                 |      | 30,5            | 31                              | 1883              | Самый удалённый от берега маяк страны (39 км). |

## Дополнительный список
Примечательные маяки ниже 30 м
Сортировка — по убыванию высоты.
| Название                  | Местонахождение                                                    | Фото | Высота башни, м | Высота огня над уровнем воды, м | Год начала работы | Комментарии, ссылки |
| ------------------------- | ------------------------------------------------------------------ | ---- | --------------- | ------------------------------- | ----------------- | --- |
| Маяк Йакина               | Орегон, Линкольн, Ньюпорт                                          |      | 28,4            | 49                              | 1873              | Самый высокий маяк Орегона. См. также Список маяков Орегона. |
| Маяк гавани Нью-Лондона   | Коннектикут, Нью-Лондон, Нью-Лондон                                |      | 27,1            | 27,4                            | 1801              | Второй маяк на этом месте с 1760 г. Самый высокий и старый маяк Коннектикута; 7-й в списке самых старых ныне действующих маяков страны. См. также Список маяков Коннектикута. |
| Маяк острова Алькатрас    | Калифорния, Сан-Франциско (о. Алькатрас, зал. Сан-Франциско)       |      | 25,6            | 65                              | 1909              | Второй маяк на этом месте с 1854 г. Самый старый маяк Западного побережья. Водонапорная башня острова выше маяка на 3,1 м.                                                    |
| Маяк рифа Спектейкл       | Мичиган, Шебойган (оз. Гурон)                                      |      | 24,4            | 26                              | 1874              | Самый дорогой маяк Великих озёр. |
| Маяк мыса Десижн          | Аляска, Юго-Восточная Аляска, Питерсберг (о. Кую, арх. Александра) |      | 22,9            | 23                              | 1932              | Самый высокий маяк Аляски. См. также Список маяков Аляски. |
| Маяк гавани Лос-Анджелеса | Калифорния, Лос-Анджелес, Лос-Анджелес, Порт Лос-Анджелеса         |      | 21              | 22                              | 1913              | Единственный маяк в мире, излучающий изумрудный свет. |